# 伏見多美雄
伏見 多美雄（ふしみ たみお、1928年7月7日 - 2006年8月28日）は、日本の経済学者。慶應義塾大学名誉教授、経済学博士。
千住鎮雄と共著の『経済性工学の基礎』及び『経済性工学の応用』は、投資の採算性評価に関するバイブルとなっている。『経済性工学の基礎』の副題は「意思決定のための経済性分析」、『経済性工学の応用』の副題は「採算経営の計画技術」となっており、経営科学を学ぶ上でなくてはならないものの考え方である。

## 略歴
- 1958年　慶應義塾大学経済学部卒業。引き続き同大学大学院経済学研究科修士・博士課程修了。1972年経済学博士（論文タイトルは『投資分析の基礎的構造』[1]）。
- 1961年　慶應義塾大学工学部管理工学科助手。同学科専任講師、助教授を経て、
- 1977年　同大学ビジネススクール教授。
- 1978年　慶應義塾大学大学院経営管理研究科教授、兼同大学ビジネススクール教授。
- 1994年　慶應義塾大学名誉教授、東京理科大学経営学部教授。
- 2002年　学校法人東京理科大学監事

この間、1975年～1977年カルフォルニア大学バークレー校およびハーバード大学客員研究員。1987年カルフォルニア大学バークレー校客員研究員。

## 主要著書
- 『投資分析の基礎』中央経済社
- 『企業の経済分析』中央経済社
- 『経営財務会計』日本規格協会
- 『経営の戦略管理会計』中央経済社
- 『経営の経済性分析』白桃書房
- 『経営管理会計』共著、日本規格協会
- 『設備投資計画法』共著、日科技連出版
- 『経済性工学の基礎』共著、日本能率協会マネジメントセンター
- 『経済性工学の応用』共著、日本能率協会マネジメントセンター
- 『経営の多目標計画』共著、森北出版

その他多数。

## 学術上の受賞
- 経営科学文献賞
- 経営技術開発賞
- 日本会計研究学会太田賞
- 義塾賞
- 日本公認会計士協会中山MAS基金賞。